# Тунберг, Карл Петер
Карл Пе́тер Ту́нберг (швед. Carl Peter Thunberg, 11 ноября 1743[…], Йёнчёпинг — 8 августа 1828[…], Уппсала) — шведский учёный-натуралист, прозванный за вклад в науку «отцом южноафриканской ботаники» и «японским Линнеем».
Карл Петер Тунберг родился в городе Йёнчёпинг, Швеция и, поступив в университет Уппсалы, стал учеником Карла Линнея в год, когда выдающемуся учёному был присвоен рыцарский титул за научные достижения. В Университете Тунберг изучал натурфилософию и медицину, получив в 1767 году учёную степень, защитив диссертацию на тему «De venis resorbentibus».

## Путь в науке
В 1770 году Тунберг оставил Швецию, переехав в Париж, где продолжал изучать медицину и естествознание. 1771 год Тунберг проводил уже в Амстердаме и Лейдене, изучая ботанические сады и музеи Голландии. Там Йоханнес Бурманн, по рекомендации Карла Линнея, предложил ему посетить голландские колонии в Японии, чтобы собрать экземпляры для голландских ботанических садов.
В 1772 году по поручению Голландской Ост-Индской компании он отправился в качестве врача на мыс Доброй Надежды, где пробыл три года. Тунберг, зная о том, что в те времена Япония разрешала въезд в свою страну только голландским торговцам, выучил голландский язык, чтобы иметь возможность выдавать себя за голландца. Кроме того, в Кейптауне Тунберг получает степень доктора медицины, а также совершает три очень опасных экспедиции внутрь материка, собрав большое количество экземпляров флоры и фауны южной части Африки.
В марте 1775 года Тунберг переезжает на Яву, затем два месяца проводит в Батавии, посещает Самаранг и Буитензорг и, затем, отправляется в Японию.

## Деятельность в Японии
В августе 1775 года он прибывает в голландскую факторию VOC (Verenigde Oost-Indische Compagnie), расположенную на маленьком искусственном острове Дэдзима (размером 120 м в длину и 75 м в ширину) в заливе Нагасаки, который связан с городом насыпью, представляющей собой свалку отходов. Тунберг был назначен главным хирургом этой фактории. Но, как и другим работникам фактории, покидать территорию острова ученому разрешалось очень редко. Однако в конце концов ему в числе немногих позволили провести некоторые ботанические изыскания на берегу, а японские переводчики приносили новые образцы флоры и фауны в обмен на медицинскую помощь.
В середине 1776 года ему было позволено сопровождать главу голландского поселения на встречу с правителем в город Эдо. В течение этого медленно протекавшего путешествия Тунберг смог собрать большую коллекцию японских растений. Результаты своей первой работы натурфилософа в Японии он опубликовал в книге «Flora Japonica» («Японская флора»). Многие растения, названные им в книге «японскими», в действительности были китайскими, завезёнными в Японию. Кроме того, ряд растений, которые он определил как дикорастущие, на самом деле были садовыми.
Во время короткого пребывания в Эдо Тунберг познакомился с Кацурагавой Хосю и Накагавой Дзюнъаном, двумя перспективными врачами. За несколько недель интенсивных занятий Тунберг обучал врачей западной медицине, истории, ботанике и дал им сертификаты, доказывающие, что они прошли курс обучения.
По возвращении в Швецию Тунберг вёл переписку со своими коллегами и учениками из Японии. Некоторые из этих писем хранятся в университете Уппсалы. Свои приключения во время поездки в Японию учёный описал в книге «Путешествие К. П. Тунберга в Японию через мыс Доброй Надежды, острова Сунда и т. д.».
Тунберг оставил Японию в ноябре 1776 года. После короткой остановки на Яве он прибыл в Коломбо, столицу Цейлона, в июле 1777 года. В ходе нескольких путешествий вглубь острова, в частности в голландское поселение Галле, Тунберг собрал большую коллекцию растений. 
В 1776 году Карл Тунберг был избран членом Шведской королевской академии наук.

## Работа в Европе
В феврале 1778 года он отправился из Цейлона в Амстердам, сделав двухнедельную остановку на мысе Доброй Надежды. В Амстердам Тунберг прибыл в октябре 1778 года, а в 1779 году вернулся в Швецию, побывав, на пути домой, в Лондоне, чтобы встретиться с сэром Джозефом Банксом (1743—1820), британским натуралистом и ботаником, участником первой экспедиции Джеймса Кука 1768—1771 годов. В Англии он ознакомился и с коллекцией немецкого натуралиста Энгельберта Кэмпфера (1651—1716), который посетил Дэдзиму до Тунберга, и познакомился с Иоганном Рейнольдом Форстером, немецким натуралистом, участником второй тихоокеанской экспедиции Джеймса Кука, совершённой в 1772—1775 годах.
По прибытии в Швецию Тунберг узнал о смерти своего учителя Карла Линнея, которая случилась годом раньше. На родине его сначала назначили лектором по ботанике, затем экстраординарным (1781), а в дальнейшем (1784) ординарным профессором ботаники и медицины в Уппсале; таким образом, он занял кафедру своего знаменитого предшественника и учителя Линнея.

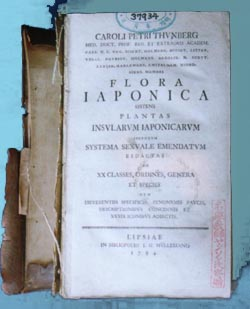
Титульный лист работы Тунберга Flora Japonica

В 1784 году Тунберг опубликовал книгу «Flora Japonica» («Японская флора»), а в 1788 году начал публиковать описание своих путешествий. Дневники под названием «Resa uti Europa, Africa, Asia, förrättad åren 1770—1779» (4 т. с 10 табл., Уппсала, 1786—1793; перев. на нем. язык, Б., 1792—1793), написанные на шведском языке, были опубликованы на четырёх языках. Он написал большое количество работ по ботанике и зоологии, в частности по энтомологии: закончил книгу «Prodromus plantarum» в 1800 году, «Icones plantarum japonicarum» в 1805, и «Flora capensis» в 1813. Тунберг выступал с докладами во многих шведских и иностранных научных обществах, в 66 из них он был почётным членом. Учёный собрал гербарий из 27,5 тысячи листов и коллекцию насекомых, насчитывающую 37 тысяч видов, передав всё это в дар Университету Уппсалы.
Тунберг скончался в городке Тунаберг около Уппсалы 8 августа 1828 года.

## Награды
- Орден Вазы рыцарь (21 ноября 1785)[7]
- Орден Вазы командор (12 августа 1815)[8]

## Интересный факт
В 1825 году в Японии, в Нагасаки, ещё при жизни учёного ему был поставлен памятник — событие для закрытой Японии необычное. Причина для такой почести была весомой. Когда европейцы стали приезжать в Японию, они завезли туда неведомую до того времени для страны болезнь — сифилис. Лечения от него японцы не знали, началась эпидемия. Попытки врачевать сифилис дорогостоящим женьшенем, который импортировали в страну, были не очень эффективны. Тунберг, используя метод Герарда ван Свитена (раствор сулемы и винного спирта), успешно помогал пациентам и обучал этому методу японских врачей. Информация о методе ван Свитена стала распространяться по стране, его описание издали в книге «Записки о голландских секретах», и эпидемию удалось остановить. Кроме того, Тунберг во время своих исследовательских экспедиций нашёл корень женьшеня в окрестностях Нагасаки, о чём поставил в известность местное правительство и медиков.

## Имя Тунберга в систематике растений
В память о заслугах Тунберга в ботанике его именем названы около 300 видов растений (например, барбарис Тунберга, астильба Тунберга, сосна Тунберга), из которых более 160-и признаны до сих пор, и три рода:
- Thunbergia Retz. — Тунбергия из семейства Акантовые
- Thunbergiella H.Wolff — Тунбергиелла [syn.  Itasina H.Wolff] из семейства Зонтичные
- Thunbergianthus Engl. — Тунбергиантус из семейства Заразиховые

В разделе именных коллекций гербария МГУ хранится старинная коллекция — Гербарий К. Тунберга: (C. P. Thunberg) — Plantae capense, 18 листов, в основном аутентичные образцы, собранные во время путешествия в Африку в 1772—1775 годах.

## Важнейшие работы Тунберга

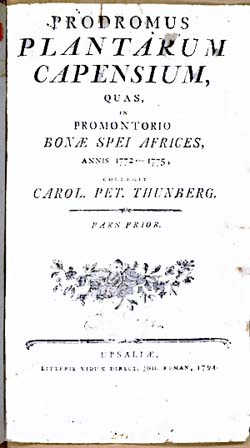
Титульный лист работы Тунберга Flora Capensis

- «Flora Japonica» (лат.) Лиц., 1784.
- «Resa uti Europa, Africa, Asia, förrättad åren 1770—1779» (швед.) Уппсала, 1788.
- «Periculum entomologicum» (лат.) Уппсала, 1789. совместно с Samuel Törner
- «Dissertatio Entomologica novas insectorum species sistens» (лат.) Уппсала, 1781—1791.
- «Museum naturalium Academiae Upsaliensis» (лат.) (содержит каталог и описание принесённых Тунбергом в дар животных; Уппсала, 1787—97; дополн. 1791—1798, 22 ч.)
- «Descriptiones insectorum suecicorum» (лат.) Уппсала, 1792.
- «Flora Capensis» (лат.) Уппсала, 1818.
- «Ichneumonidea Insecta» (лат.) СПб., 1822 и 1824.
- «Grylli monohraphia illustrata» (лат.) СПб., 1824.
- «Athandling om de Djur, som u Biblen omtale» (швед.) 27 part., Уппсала, 1828. В этом последнем сочинении Тунберг говорит о всех животных, упомянутых в Библии